# Relaciones Bolivia-Israel
Las relaciones entre Bolivia e Israel son las relaciones diplomáticas oficiales entre el Estado Plurinacional de Bolivia y el Estado de Israel . Desde la asunción de Evo Morales, las relaciones entre ambos países se han caracterizado por la frialdad y aún se ven afectadas en gran medida por la postura antiisraelí de Evo Morales y posteriormente Luis Arce, frente al conflicto israelo-palestino.
Las relaciones diplomáticas entre ambos países se establecieron por primera vez en 1950, y han sido cordiales pero actualmente se han cortado y renovado varias veces debido a la oposición del partido Movimiento al Socialismo a las operaciones militares de Israel en la Franja de Gaza contra organizaciones terroristas.  Bolivia rompió lazos con Israel por primera vez en 2009 tras la "Operación Plomo Fundido", y nuevamente en 2023 tras la guerra entre Israel y Hamás de 2023, después de haber sido brevemente renovadas en 2019 por Jeanine Áñez.
A partir de 2025, no existen relaciones diplomáticas oficiales entre el Estado de Israel y Bolivia.